# USS Keppler (DE-375)
USS Keppler (DE-375) amerykański niszczyciel eskortowy typu John C. Butler. Nigdy nie ukończony.
Jego patronem był Boatswain's Mate First Class Reinhardt J. Keppler (1918-1942) odznaczony Krzyżem Marynarki Wojennej.
Okręt został przydzielony do budowy stoczni Consolidated Steel Corporation w Orange w czasie II wojny światowej. Kontrakt na budowę został anulowany 6 stycznia 1944, zanim okręt został zwodowany.
Nazwa „Keppler” została następnie przydzielona niszczycielowi USS "Keppler" (DD-765).